# Coryanthes leferenziorum
Coryanthes leferenziorum är en orkidéart som beskrevs av G.Gerlach, Senghas och Seeger. Coryanthes leferenziorum ingår i släktet Coryanthes, och familjen orkidéer. Inga underarter finns listade i Catalogue of Life.